# Rhopalaea circula
Rhopalaea circula är en sjöpungsart som beskrevs av Monniot 200. Rhopalaea circula ingår i släktet Rhopalaea och familjen Diazonidae. Inga underarter finns listade i Catalogue of Life.